# Senonches
Senonches är en kommun i departementet Eure-et-Loir i regionen Centre-Val de Loire strax norr om centrala Frankrike. Kommunen ligger i kantonen Senonches som tillhör arrondissementet Dreux. År 2022 hade Senonches 3 013 invånare.

## Befolkningsutveckling
Antalet invånare i kommunen Senonches
Referens:INSEE

## Galleri

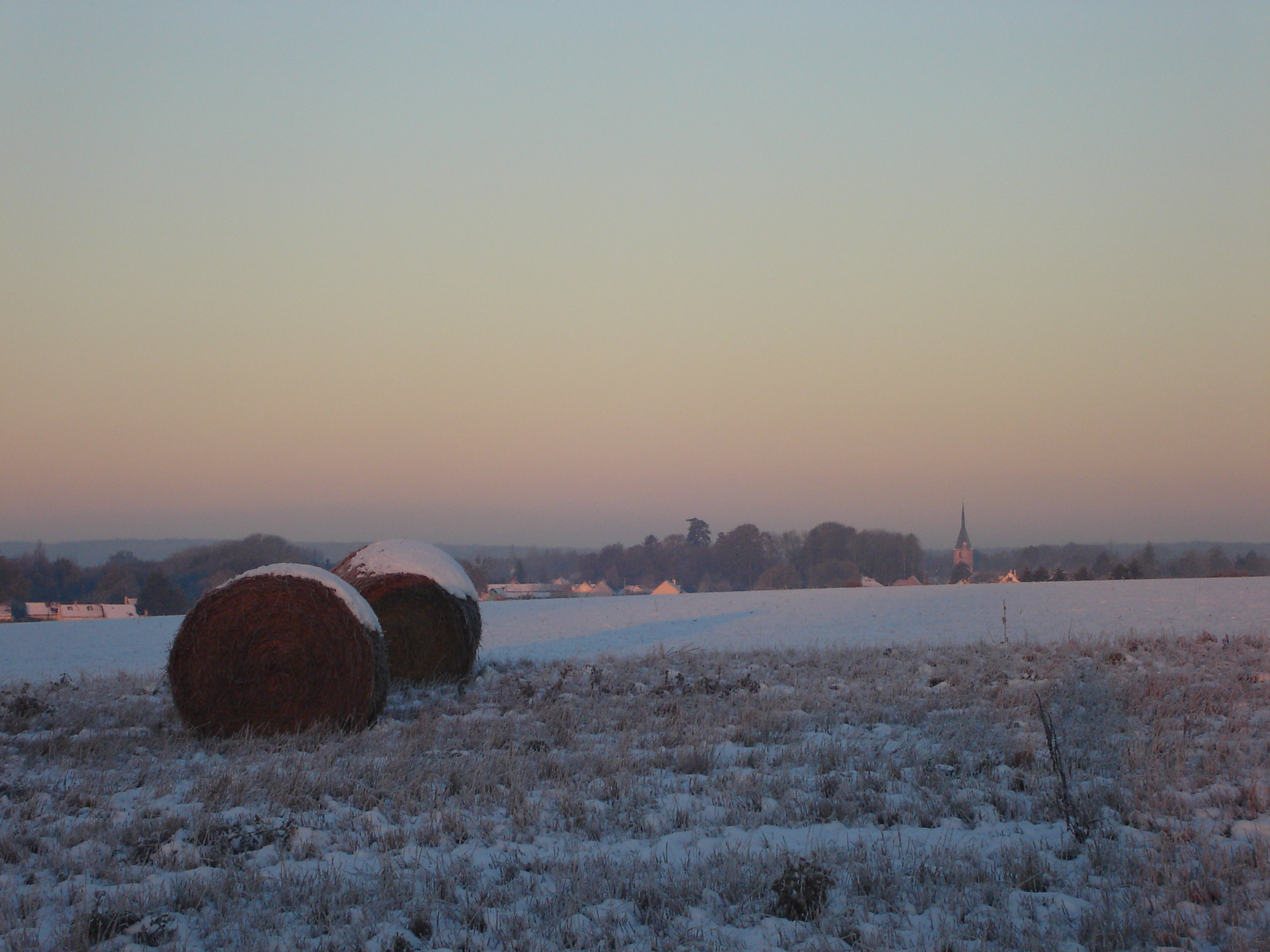